# Phreatobius
Phreatobius es un género de peces actinopeterigios de agua dulce, distribuidos por ríos y lagos de América del Sur y América Central.

## Especies
Existen tres especies reconocidas en este género:
- Phreatobius cisternarum Goeldi, 1905
- Phreatobius dracunculus Shibatta, Muriel-Cunha y De Pinna, 2007
- Phreatobius sanguijuela Fernández, Saucedo, Carvajal-Vallejos y Schaefer, 2007